# Golden Hour (album de Kygo)
Ne doit pas être confondu avec l'album de Kacey Musgraves, Golden Hour
Albums de Kygo
Kids in Love
(2017)
Singles
1. Higher Love
Sortie : 28 juin 2019
2. Like It Is
Sortie : 27 mars 2020
3. I'll Wait
Sortie : 3 avril 2020
4. Freedom
Sortie : 17 avril 2020
5. Lose Somebody
Sortie : 15 mai 2020
6. The Truth
Sortie : 22 mai 2020
7. Broken Glass
Sortie : 10 juillet 2020

Golden Hour est le troisième album de Kygo, qui est sorti le 29 mai 2020.

## Développement
En juin 2018, Kygo a annoncé une collaboration avec le groupe de rock américain Imagine Dragons avec le titre Born to Be Yours. Le single est sorti le 11 juin 2018. Il a été écouté 362 millions de fois sur Spotify et 120 millions de fois sur YouTube, au 2 janvier 2020.
Le 21 septembre 2018, Kygo a fait ses débuts avec son prochain single, Happy Now, lors de son concert au festival de musique iHeartRadio qui s'est tenu au T-Mobile Arena. Le titre est une collaboration avec Sandro Cavazza. Le 24 octobre 2018, le DJ norvégien a publié le clip du single sur son compte de réseau social. Il est sorti le 26 octobre 2018. Il a été écouté 109 millions de fois sur YouTube et 330 millions de fois sur Spotify, au 2 janvier 2020.
En octobre 2018, Kygo et son manager, Myles Shear, se sont associés avec Sony Music Entertainment et ont lancé leur label Palm Tree Records. Ce label vise à être une plate-forme pour les artistes émergents.
Le titre Think About You est une collaboration avec la chanteuse américaine Valérie Broussard. Il est sorti le 14 février 2019 et est considéré comme une chanson pour la Saint Valentin.
Le titre Carry On est une chanson en collaboration avec la chanteuse anglaise Rita Ora, sortie indépendant pour le film Pokémon : Détective Pikachu en 2019. La chanson est sortie le 19 avril 2019 via le label RCA Records. Elle a été écoutée 174 millions de fois sur Spotify.
Le 23 mai 2019, Kygo a sorti le titre Not OK avec la chanteuse américaine Chelsea Cutler. Au 2 janvier 2020, le clip vidéo sur YouTube comptait 72 millions de vues et sur Spotify, la chanson avait été écoutée plus de 69 millions de fois.
Le 14 juin 2019, Kygo a sorti sa première chanson en norvégien, avec les rappeurs Bergen Store P et Lars Vaular, intitulée Kem kan eg ringe.
Le 28 juin 2019, Kygo a remixé la version de reprise de Whitney Houston avec la chanson Higher Love de Steve Winwood. Le 21 août 2019, le titre a atteint la position n°1 sur le palmarès Hot Dance Club Songs du magazine Billboard, ce qui en fait la sortie posthume la plus aboutie de Whitney Houston à ce jour. Le single Higher Love a été écouté plus de 252 millions de fois sur Spotify au 2 janvier 2020.
Le 6 décembre 2019, Kygo a collaboré avec le duo new-yorkais The Chainsmokers sur un morceau intitulé Family.
Le 20 janvier 2020, Kygo, via ses réseaux sociaux, a repris un morceau inédit d'Avicii connu sous le nom de Forever Yours. Ce morceau a été joué pour la première fois par Avicii au Ultra Music Festival 2016 mais n'a jamais été achevé de son vivant. Alors Kygo a donné sa touche tropicale à la chanson après que Sandro Cavazza, son collègue, lui ait envoyé le morceau avec le consentement de la famille de Tim. Le morceau est sorti le 24 janvier 2020.
Le 23 mars 2020, Kygo a annoncé via ses réseaux sociaux qu'il avait terminé son troisième album intitulé Golden Hour. Le premier extrait de son album, Like It Is avec Zara Larsson et Tyga, est sorti le 27 mars 2020.
Le 2 avril 2020, Kygo a sorti son deuxième extrait de son album I'll Wait avec la chanteuse américaine Sasha Sloan. Le lendemain, un clip a été publié présentant le couple américain Rob Gronkowski et Camille Kostek qui contenait des images personnelles de leur vie ensemble.
Le 16 avril 2020, Kygo a collaboré avec le chanteur maroco-anglais Zak Abel sur un morceau intitulé Freedom.
Le 11 mai 2020, Kygo a officiellement annoncé la liste des pistes de son album Golden Hour.
Le 15 mai 2020, il sort un autre morceau avec le groupe américain OneRepublic intitulé Lose Somebody, avec la pré-commande de l'album, dont la date de sortie est fixée au 29 mai 2020.
Le 22 mai 2020, Kygo a sorti le sixième et dernier single de l'album The Truth avec Valérie Broussard (avec qui il avait précédemment collaboré sur le single Think About You).

## Titres de l'album
La liste des pistes a été révélée en partie le 11 mai 2020 sur les réseaux sociaux, les collaborateurs n'ayant pas encore été annoncés. Tous les morceaux sont écrits par Kygo. Ils sont adaptés dans les services Qobuz et Apple Music. 
| Golden Hour - Édition standart | Golden Hour - Édition standart                      | Golden Hour - Édition standart | Golden Hour - Édition standart                                            | Golden Hour - Édition standart | Golden Hour - Édition standart | Golden Hour - Édition standart | Golden Hour - Édition standart | Golden Hour - Édition standart | Golden Hour - Édition standart |
| No                             | Titre                                               | Auteur | Producteur                                                                | Durée                          |                                |                                |                                |                                |                                |
| ------------------------------ | --------------------------------------------------- | --- | ------------------------------------------------------------------------- | ------------------------------ | ------------------------------ | ------------------------------ | ------------------------------ | ------------------------------ | ------------------------------ |
| 1.                             | The Truth (featuring Valerie Broussard)             | Kyrre Gørvell-Dahll, Lena Leon, Valerie Broussard | Kyrre Gørvell-Dahll                                                       | 3:13                           |                                |                                |                                |                                |                                |
| 2.                             | Lose Somebody (featuring One Republic)              | Kyrre Gørvell-Dahll, Philip Plested, Ryan Tedder, Jacob Torrey, Morten Ristorp Jansen (en), Alexander Delicata, Alysa Vanderheym                      | Kyrre Gørvell-Dahll, John Nathaniel, Morten Ristorp, Delicata, Vanderheym | 3:19                           |                                |                                |                                |                                |                                |
| 3.                             | Feels Like Forever (featuring Jamie N Commons (en)) | Kyrre Gørvell-Dahll, Jamie N Commons (en), Elias Caparis, Nicholas Petricca, Kevin Rey, Sean Waugaman, Eli Maiman, Benjamin Berger (en), Ryan McMahon | Kyrre Gørvell-Dahll                                                       | 3:37                           |                                |                                |                                |                                |                                |
| 4.                             | Freedom (featuring Zak Abel (en))                   | Kyrre Gørvell-Dahll, Sandro Cavazza, Zak Zilesnik, Lawrie Martin                                                                                      | Kyrre Gørvell-Dahll, Lawrie Martin                                        | 3:20                           |                                |                                |                                |                                |                                |
| 5.                             | Beautiful (featuring Sandro Cavazza)                | Kyrre Gørvell-Dahll, Sandro Cavazza, Johan Lindbrandt                                                                                                 | Kyrre Gørvell-Dahll                                                       | 3:37                           |                                |                                |                                |                                |                                |
| 6.                             | To Die For (featuring St. Lundi)                    | Kyrre Gørvell-Dahll, Dermot Kennedy, Thomas Martin, Brad Mair, Archie Langley                                                                         | Kyrre Gørvell-Dahll, Tom Martin                                           | 3:50                           |                                |                                |                                |                                |                                |
| 7.                             | Broken Glass (featuring Kim Petras)                 | Kyrre Gørvell-Dahll, Chloe Angelides (en), Kim Petras, Fransisca Hall (en), Lukasz Gottwald, Aaron Joseph                                             | Kyrre Gørvell-Dahll, Chloe Angelides (en)                                 | 3:23                           |                                |                                |                                |                                |                                |
| 8.                             | How Would I Know (featuring Oh Wonder)              | Kyrre Gørvell-Dahll, Jaymes Young (en), Lindsey Stirling, Patrick Martin                                                                              | Kyrre Gørvell-Dahll, Petey Martin                                         | 3:00                           |                                |                                |                                |                                |                                |
| 9.                             | Could You Love Me (featuring Dreamlab (en))         | Kyrre Gørvell-Dahll, Daniel James | Kyrre Gørvell-Dahll, Dreamlab (en)                                        | 3:22                           |                                |                                |                                |                                |                                |
| 10.                            | Higher Love (featuring Whitney Houston)             | Steve Winwood, William Jennings | Kyrre Gørvell-Dahll, Narada Michael Walden                                | 3:50                           |                                |                                |                                |                                |                                |
| 11.                            | I'll Wait (featuring Sasha Sloan)                   | Kyrre Gørvell-Dahll, Alexandra Yatchenko, Scott Friedman (en)                                                                                         | Kyrre Gørvell-Dahll, Scott Harris (en)                                    | 3:35                           |                                |                                |                                |                                |                                |
| 12.                            | Don't Give Up on Love (featuring Sam Tinnesz)       | Kyrre Gørvell-Dahll, Valerie Broussard, Samuel Tinnesz, James Bairian, Louis Castle                                                                   | Kyrre Gørvell-Dahll, The Gifted                                           | 3:09                           |                                |                                |                                |                                |                                |
| 13.                            | Say You Will (featuring Patrick Droney et Petey)    | Kyrre Gørvell-Dahll, Patrick Droney, Nicholas Furlong, Patrick Martin                                                                                 | Kyrre Gørvell-Dahll, Petey Martin                                         | 3:27                           |                                |                                |                                |                                |                                |
| 14.                            | Follow (featuring Joe Janiak (en))                  | Kyrre Gørvell-Dahll, Joseph Janiak, Sean Douglas, Patrick Martin                                                                                      | Kyrre Gørvell-Dahll, Petey Martin                                         | 2:55                           |                                |                                |                                |                                |                                |
| 15.                            | Like It Is (featuring Zara Larsson et Tyga)         | Kyrre Gørvell-Dahll, Dua Lipa, Nicholas Hodgson (en), Gerard O'Connell (en), Zara Larsson, Patrick Martin, Michael Stevenson                          | Kyrre Gørvell-Dahll, Petey Martin                                         | 3:01                           |                                |                                |                                |                                |                                |
| 16.                            | Someday (featuring Zac Brown)                       | Kyrre Gørvell-Dahll, Nicholas Petricca, Nicholas Furlong                                                                                              | Kyrre Gørvell-Dahll, Nick Furlong                                         | 3:43                           |                                |                                |                                |                                |                                |
| 17.                            | Hurting (featuring Rhys Lewis)                      | Ryan Hennessy (en), Jimmy Rainsford (en), Jayson DeZuzio, Jonathan Price                                                                              | Kyrre Gørvell-Dahll                                                       | 3:06                           |                                |                                |                                |                                |                                |
| 18.                            | Only Us (featuring Haux)                            | Kyrre Gørvell-Dahll, Woodson Black, Patrick Martin | Kyrre Gørvell-Dahll, Petey Martin                                         | 3:22                           |                                |                                |                                |                                |                                |
| 60:47                          |                                                     | |                                                                           |                                |                                |                                |                                |                                |                                |

| Golden Hours - Édition bonus | Golden Hours - Édition bonus                  | Golden Hours - Édition bonus                                                                    | Golden Hours - Édition bonus              | Golden Hours - Édition bonus | Golden Hours - Édition bonus | Golden Hours - Édition bonus | Golden Hours - Édition bonus | Golden Hours - Édition bonus | Golden Hours - Édition bonus |
| No                           | Titre                                         | Auteur                                                                                          | Producteur                                | Durée                        |                              |                              |                              |                              |                              |
| ---------------------------- | --------------------------------------------- | ----------------------------------------------------------------------------------------------- | ----------------------------------------- | ---------------------------- | ---------------------------- | ---------------------------- | ---------------------------- | ---------------------------- | ---------------------------- |
| 1.                           | Carry On (featuring Rita Ora)                 | Kyrre Gørvell-Dahll, Natalie Dunn, Ilan Kidron, Afshin Salmani, Rita Sahatçiu Ora               | Kyrre Gørvell-Dahll, AFSHeeN, Josh Cumbee | 3:39                         |                              |                              |                              |                              |                              |
| 2.                           | Not OK (featuring Chelsea Cutler (en))        | Kyrre Gørvell-Dahll, Chelsea Cutler (en), Leah Haywood (en), James, David Brook, Robert Ellmore | Kyrre Gørvell-Dahll, Dreamlab, Ruffian    | 3:30                         |                              |                              |                              |                              |                              |
| 3.                           | Think About You (featuring Valerie Broussard) | Kyrre Gørvell-Dahll, Valerie Broussard, Aaron Espe, Peter Martin                                | Kyrre Gørvell-Dahll, Peter Martin         | 3:29                         |                              |                              |                              |                              |                              |
| 71:25                        |                                               |                                                                                                 |                                           |                              |                              |                              |                              |                              |                              |

## Classements de l'album
| AUS | AUT | BEL | WAL | CAN | MON | DAN | P-B (en) | FIN | FRA | ALL | R-U | R-U | R-U | ITA | N-Z | NOR | ECO | SUE | SUI | USA | USA (en) |
| --- | --- | --- | --- | --- | --- | --- | -------- | --- | --- | --- | --- | --- | --- | --- | --- | --- | --- | --- | --- | --- | -------- |
| 9   | 20  | 29  | 52  | 2   | 95  | 15  | 8        | 7   | 34  | 42  | 7   | 6   | 2   | 30  | 11  | 1   | 18  | 5   | 4   | 18  | 2        |